# Торосян, Рубен Ованесович
Рубен Ованесович Торосян (арм. Ռուբեն Թորոսյան, 17 августа 1950, Ереван, Армянская ССР) — армянский политический и государственный деятель.
- Окончил Ереванский политехнический институт по специальности инженер-электрик.
- Учился в аспирантуре Ереванского института народного хозяйства.
- Работал главным специалистом в Госплане.
- 1990—1995 — депутат парламента Армении.[1]
- Являлся членом партии АРФД, однако был исключен из её рядов с формулировкой «за нарушения Устава партии».
- Председатель общественной организации «Права человека — 96».
- Председатель партии «МИ — 96».
- Президент общественной организации «Верховный Совет — депутатский клуб»[2].